# Шоссин
Шоссин (нем. Schossin) — община в Германии, в земле Мекленбург-Передняя Померания.
Входит в состав района Людвигслуст. Подчиняется управлению Штралендорф.  Население составляет 266 человек (на 31 декабря 2010 года). Занимает площадь 11,41 км².
Коммуна подразделяется на 2 сельских округа.